# Joe Gow
Joe Gow, född 1960 i Newark i delstaten New York, är en amerikansk akademiker, musiker och porrskådespelare. Han verkade som rektor på University of Wisconsin–La Crosse från 2007 till december 2023, då det upptäcktes att han och hans hustru producerat pornografiska filmer.

## Biografi

### Bakgrund, utbildning och musik
Gow föddes i Newark i delstaten New York. Han studerade inledningsvis vid West Chester University i Pennsylvania, och hans fortsatta studier skedde på New York University och därefter Pennsylvania State University. Vid det sistnämnda lärosätet avslutade han 1982 sin grundutbildning i journalistik.
Han tog därefter masterexamen i talkommunikation vid University of Alabama, innan han återvände till Penn State för att avlägga examen som filosofie doktor i samma ämne.
Innan han genomförde sina sista universitetsstudier, tillbringade han två års tid som gitarrist och ledare för rockgruppen Johnny Deadline, som 1982 släppte en EP med titeln Whatever Happened to Rock & Roll. Bandet splittrades senare samma år, men det återsamlades 1987 för ett antal konserter. Detta var samtidigt som Gow hade en ettårig lektorstjänst vid University of Cincinnati. 1999 genomförde bandet ytterligare en återföreningsturné, och vid denna tid var Gow anställd som professor i kommunikation vid Alfred University. Under tiden på Alfred University hade Gow – som chef för skolans program i kommunikationsvetenskap – 1993 publicerat en studie runt MTV och dess påverkan. I studien kom han till slutsatsen att manliga artister var kraftigt överrepresenterade i programutbudet på kanalen, och trots att MTV marknadsförde sig som en "revolutionär" aktör skulle kanalen mestadels ägna sig åt att förstärka väldigt traditionella könsroller.

### Skoladministration
2001 utsågs Gow till dekan vid College of Liberal Arts på Winona State University i Winona i Minnesota, och i februari 2004 anställdes han som dekan för liberal arts vid Nebraska Wesleyan University. 2006 befordrades Gow till interimsordförande för universitetet under ett års tid; han insisterade då på en lön flera tiotusentals dollar under den lön som erbjudits honom. Gow beskrevs som en "favorit" bland studenter och på fakulteterna, och hans lönebeslut stod i skarp kontrast mot hans föregångare som vid sin avgång från tjänsten hade förhandlat sig till en tjänstepension värd 750 000 dollar.
1 februari 2007 tillträdde Gow tjänsten som rektor vid University of Wisconsin–La Crosse, ett av lärosätena som är del av utbildningssystemet vid University of Wisconsin. Kort efter att han tagit över som rektor, deltog han som musiker vid en studentmusiktävling på Cartwright Centers "Cellar"-restaurang.
2018 vållade Gow en kontrovers, då han bjudit in porrskådespelaren Nina Hartley till universitetet för att tala under "yttrandefrihetsveckan"; han lät preliminärt arvodera henne med universitetsmedel på 5 000 dollar för hennes medverkan. Gow fick för denna händelse en erinran och förvägrades vid årets slut en planerad lönehöjning.
I augusti 2023 meddelade Gow att han planerade träda tillbaka som rektor under 2024, och detta beslut beledsagades av hyllningar till honom för hans arbete under sin då 16 år långa tid som rektor för institutionen. I december samma år upplystes Gow dock om att han blivit avskedad från tjänst som rektor, vilket antogs bero på upptäckten att han och hans hustru skapat och laddat upp pornografiskt material till olika webbplatser. Gow emotsatte sig detta beslut och tolkade det som ett brott mot hans lagstadgade yttrandefrihet.

### Pornografiska aktiviteter
Gows tid som rektor för University of Wisconsin–La Crosse avslutades efter att man upptäckt att han och hans nuvarande hustru Carmen Wilson – professor på universitetet – laddat upp pornografiska videor med dem själva till webbplatser som Onlyfans och Pornhub. Enligt Gow hade han inte använt sig av någon av universitetets resurser i produktionen av materialet, och han nämnde inte sin koppling till lärosätet.
Paret har också skrivit två böcker tillsammans, med titlarna Monogamy with Benefits: How Porn Enriches Our Relationship och Married with Benefits: Our Real-Life Adult Industry Adventures, utgivna under pseudonymerna Geri och Jay Hart. De två har skapat profiler på sociala medier under namnet "Sexy Happy Couple" och fungerar som värdar för Youtube-kanalen "Sexy Happy Cooking". Den kanalen presenterar videor med dem där de lagar vegansk mat med hjälp av inbjudna porrskådespelare.
Efter Gows askedande lockades ett lokalt bryggeri att dra nytta av uppmärksamheten genom att lansera ölet "Hot for Chancellor". Det inkluderade en tecknad karikatyr av Gow på etiketten.

## Biografi
- Hart, Gery; Hart, Jay (@SexyHappyCouple) (2017) (på engelska). Monogamy with Benefits: How Porn Enriches Our Relationship. egenutgivning. ISBN 978-1520151083
- Hart, Gery; Hart, Jay (2018) (på engelska). Married with Benefits: Our Real-life Adult Industry Adventures. egenutgivning. ISBN 978-1720281771